# Pyrethrum corymbosum
Pyrethrum corymbosum là một loài thực vật có hoa trong họ Cúc. Loài này được (L.) Scop. miêu tả khoa học đầu tiên.